# كون أوكيلي
كون أوكيلي (بالإنجليزية: Con O'Kelly) مواليد 29 أكتوبر 1886 في مقاطعة كورك - الوفاة 3 نوفمبر 1947 في كينغستون أبون هل، إيست رايدينج أوف يوركشير، كان ملاكم محترف أيرلندي. سبق أن شارك في دورة الألعاب الأولمبية الصيفية. حقق الميدالية الذهبية في الألعاب الأولمبية الصيفية 1908.

## الميداليات
| الميدالية | المسابقة                       |
| --------- | ------------------------------ |
| ذهبية     | الألعاب الأولمبية الصيفية 1908 |

## روابط خارجية
- كون أوكيلي على موقع قاعدة بيانات المصارعة الدولية (الإنجليزية)
- كون أوكيلي على موقع اللجنة الأولمبية الدولية (الإنجليزية)
- كون أوكيلي على موقع أوليمبيديا (الإنجليزية)